# هایلند هایتس (کنتاکی)
هایلند هایتس (به انگلیسی: Highland Heights) شهری در ایالت کنتاکی کشور ایالات متحده آمریکا است که جمعیت آن در سرشماری سال ۲۰۱۰ میلادی، ۶٬۹۲۳ نفر بوده‌است.